# Campeonato Europeo de Vóley Playa
El Campeonato Europeo de Vóley Playa es el torneo de vóley playa más importante a nivel continental, se efectúa desde 1993 y es organizado por la Confederación Europea de Voleibol (CEV) anualmente, a excepción del año 1997. 
El primer campeonato, celebrado en Almería, solo incluyó el torneo masculino; desde el año posterior se celebró un torneo femenino, pero solo en esa primera ocasión fue realizado en una sede diferente del torneo masculino. A partir de 1995 se celebran ambos torneos simultáneamente y en la misma sede.

## Ediciones
| Núm.   | Año  | Sede                                   | País              |
| ------ | ---- | -------------------------------------- | ----------------- |
| I      | 1993 | Almería                                | España            |
| II     | 1994 | Almería Espinho                        | España · Portugal |
| III    | 1995 | Saint-Quay-Portrieux                   | Francia           |
| IV     | 1996 | Pescara                                | Italia            |
| V      | 1997 | Roma                                   | Italia            |
| VI     | 1998 | Rodas                                  | Grecia            |
| VII    | 1999 | Palma de Mallorca                      | España            |
| VIII   | 2000 | Bilbao                                 | España            |
| IX     | 2001 | Jesolo                                 | Italia            |
| X      | 2002 | Basilea                                | Suiza             |
| XI     | 2003 | Alanya                                 | Turquía           |
| XII    | 2004 | Timmendorfer Strand                    | Alemania          |
| XIII   | 2005 | Moscú                                  | Rusia             |
| XIV    | 2006 | La Haya                                | Países Bajos      |
| XV     | 2007 | Valencia                               | España            |
| XVI    | 2008 | Hamburgo                               | Alemania          |
| XVII   | 2009 | Sochi                                  | Rusia             |
| XVIII  | 2010 | Berlín                                 | Alemania          |
| XIX    | 2011 | Kristiansand                           | Noruega           |
| XX     | 2012 | La Haya                                | Países Bajos      |
| XXI    | 2013 | Klagenfurt                             | Austria           |
| XXII   | 2014 | Quartu Sant'Elena                      | Italia            |
| XXIII  | 2015 | Klagenfurt                             | Austria           |
| XXIV   | 2016 | Biel/Bienne                            | Suiza             |
| XXV    | 2017 | Jūrmala                                | Letonia           |
| XXVI   | 2018 | La Haya, Róterdam, Apeldoorn y Utrecht | Países Bajos      |
| XXVII  | 2019 | Moscú                                  | Rusia             |
| XXVIII | 2020 | Jūrmala                                | Letonia           |
| XXIX   | 2021 | Viena                                  | Austria           |
| XXX    | 2022 | Múnich                                 | Alemania          |
| XXXI   | 2023 | Viena                                  | Austria           |
| XXXII  | 2024 | La Haya, Arnhem y Apeldoorn            | Países Bajos      |
| XXXIII | 2025 | Düsseldorf                             | Alemania          |

1. ↑  El torneo femenino se realizó en Espinho (Portugal).
2. ↑  Los partidos de las semifinales, el tercer lugar y la final se realizaron en La Haya.

## Palmarés

### Torneo masculino
| Núm.   | Año  | Sede                                                    | Oro                                               | Plata                                                | Bronce                                                   |
| ------ | ---- | ------------------------------------------------------- | ------------------------------------------------- | ---------------------------------------------------- | -------------------------------------------------------- |
| I      | 1993 | Almería · España                                        | Jean-Philippe Jodard Christian Penigaud Francia   | Jan Kvalheim · Bjørn Maaseide · Noruega              | Andrea Ghiurghi · Dionisio Lequaglie · Italia            |
| II     | 1994 | Almería · España                                        | Jan Kvalheim · Bjørn Maaseide · Noruega           | Javier Bosma · Santiago Aguilera · España            | Jörg Ahmann · Axel Hager · Alemania                      |
| III    | 1995 | Saint-Quay-Portrieux Francia                            | Marko Klok · Michiel van der Kuip · Países Bajos  | Milan Džavoronok · Václav Fikar · República Checa    | Dionisio Lequaglie · Piero Antonini · Italia             |
| IV     | 1996 | Pescara · Italia                                        | Michal Palinek · Marek Pakosta · República Checa  | Jörg Ahmann · Axel Hager · Alemania                  | Nicola Grigolo · Andrea Ghiurghi · Italia                |
| V      | 1997 | Roma · Italia                                           | Vegard Høidalen · Jørre Kjemperud · Noruega       | Jan Kvalheim · Bjørn Maaseide · Noruega              | Paul Laciga · Martin Laciga · Suiza                      |
| VI     | 1998 | Rodas · Grecia                                          | Paul Laciga · Martin Laciga · Suiza               | Jan Kvalheim · Bjørn Maaseide · Noruega              | Vegard Høidalen · Jørre Kjemperud · Noruega              |
| VII    | 1999 | Palma de Mallorca · España                              | Paul Laciga · Martin Laciga · Suiza               | Javier Bosma · Fabio Díez · España                   | Jan Kvalheim · Bjørn Maaseide · Noruega                  |
| VIII   | 2000 | Bilbao · España                                         | Paul Laciga · Martin Laciga · Suiza               | Markus Egger · Sascha Heyer · Suiza                  | Vegard Høidalen · Jørre Kjemperud · Noruega              |
| IX     | 2001 | Jesolo · Italia                                         | Markus Egger · Sascha Heyer · Suiza               | Paul Laciga · Martin Laciga · Suiza                  | Vegard Høidalen · Jørre Kjemperud · Noruega              |
| X      | 2002 | Basilea · Suiza                                         | Markus Dieckmann · Jonas Reckermann · Alemania    | Paul Laciga · Martin Laciga · Suiza                  | Vegard Høidalen · Jørre Kjemperud · Noruega              |
| XI     | 2003 | Alanya Turquía                                          | Nikolas Berger · Clemens Doppler · Austria        | Markus Dieckmann · Jonas Reckermann · Alemania       | Markus Egger · Sascha Heyer · Suiza                      |
| XII    | 2004 | Timmendorfer Strand · Alemania                          | Markus Dieckmann · Jonas Reckermann · Alemania    | Markus Egger · Sascha Heyer · Suiza                  | Patrick Heuscher · Stefan Kobel · Suiza                  |
| XIII   | 2005 | Moscú · Rusia                                           | Pablo Herrera · Raúl Mesa · España                | Patrick Heuscher · Stefan Kobel · Suiza              | Markus Dieckmann · Jonas Reckermann · Alemania           |
| XIV    | 2006 | La Haya · Países Bajos                                  | Julius Brink · Christoph Dieckmann · Alemania     | Jochem de Gruijter · Gijs Ronnes · Países Bajos      | Patrick Heuscher · Stefan Kobel · Suiza                  |
| XV     | 2007 | Valencia · España                                       | Clemens Doppler · Peter Gartmayer · Austria       | Reinder Nummerdor · Richard Schuil · Países Bajos    | David Klemperer · Eric Koreng · Alemania                 |
| XVI    | 2008 | Hamburgo · Alemania                                     | Reinder Nummerdor · Richard Schuil · Países Bajos | Kay Matysik · Stefan Uhmann · Alemania               | Dmitri Barsuk · Igor Kolodinski · Rusia                  |
| XVII   | 2009 | Sochi · Rusia                                           | Reinder Nummerdor · Richard Schuil · Países Bajos | Florian Gosch · Alexander Horst · Austria            | Pablo Herrera · Adrián Gavira · España                   |
| XVIII  | 2010 | Berlín · Alemania                                       | Reinder Nummerdor · Richard Schuil · Países Bajos | Clemens Doppler · Matthias Mellitzer · Austria       | Mārtiņš Pļaviņš Jānis Šmēdiņš Letonia                    |
| XIX    | 2011 | Kristiansand · Noruega                                  | Julius Brink · Jonas Reckermann · Alemania        | Jonathan Erdmann · Kay Matysik · Alemania            | Reinder Nummerdor · Richard Schuil · Países Bajos        |
| XX     | 2012 | La Haya · Países Bajos                                  | Julius Brink · Jonas Reckermann · Alemania        | Emiel Boersma · Daan Spijkers · Países Bajos         | Tarjei Skarlund · Martin Spinnangr · Noruega             |
| XXI    | 2013 | Klagenfurt · Austria                                    | Pablo Herrera · Adrián Gavira · España            | Jānis Šmēdiņš Aleksandrs Samoilovs Letonia           | Grzegorz Fijałek · Mariusz Prudel · Polonia              |
| XXII   | 2014 | Quartu Sant'Elena · Italia                              | Paolo Nicolai · Daniele Lupo · Italia             | Aleksandrs Samoilovs Jānis Šmēdiņš Letonia           | Clemens Doppler · Alexander Horst · Austria              |
| XXIII  | 2015 | Klagenfurt · Austria                                    | Aleksandrs Samoilovs Jānis Šmēdiņš Letonia        | Alex Ranghieri · Adrian Carambula · Italia           | Reinder Nummerdor · Christiaan Varenhorst · Países Bajos |
| XXIV   | 2016 | Biel/Bienne · Suiza                                     | Paolo Nicolai · Daniele Lupo · Italia             | Konstantin Semionov · Viacheslav Krasilnikov · Rusia | Grzegorz Fijałek · Mariusz Prudel · Polonia              |
| XXV    | 2017 | Jūrmala Letonia                                         | Daniele Lupo · Paolo Nicolai · Italia             | Aleksandrs Samoilovs Jānis Šmēdiņš Letonia           | Alexander Brouwer · Robert Meeuwsen · Países Bajos       |
| XXVI   | 2018 | La Haya, Róterdam, · Apeldoorn y Utrecht · Países Bajos | Anders Mol · Christian Sørum · Noruega            | Jānis Šmēdiņš Aleksandrs Samoilovs Letonia           | Pablo Herrera · Adrián Gavira · España                   |
| XXVII  | 2019 | Moscú · Rusia                                           | Anders Mol · Christian Sørum · Noruega            | Konstantin Semionov · Ilia Leshukov · Rusia          | Martin Ermacora · Moritz Pristauz · Austria              |
| XXVIII | 2020 | Jūrmala Letonia                                         | Anders Mol · Christian Sørum · Noruega            | Viacheslav Krasilnikov · Oleg Stoyanovski · Rusia    | Paolo Nicolai · Daniele Lupo · Italia                    |
| XXIX   | 2021 | Viena · Austria                                         | Anders Mol · Christian Sørum · Noruega            | Stefan Boermans · Yorick de Groot · Países Bajos     | Piotr Kantor · Bartosz Łosiak · Polonia                  |
| XXX    | 2022 | Múnich · Alemania                                       | David Åhman · Jonatan Hellvig · Suecia            | Ondřej Perušič · David Schweiner · República Checa   | Anders Mol · Christian Sørum · Noruega                   |
| XXXI   | 2023 | Viena · Austria                                         | David Åhman · Jonatan Hellvig · Suecia            | Leon Luini · Yorick de Groot · Países Bajos          | Serhi Popov · Eduard Reznik · Ucrania                    |
| XXXII  | 2024 | La Haya, Arnhem · y Apeldoorn · Países Bajos            | Mārtiņš Pļaviņš Kristiāns Fokerots Letonia        | Nils Ehlers · Clemens Wickler · Alemania             | Steven van de Velde · Matthew Immers · Países Bajos      |
| XXXIII | 2025 | Düsseldorf · Alemania                                   | Anders Mol · Christian Sørum · Noruega            | David Åhman · Jonatan Hellvig · Suecia               | Alexander Brouwer · Steven van de Velde · Países Bajos   |

### Torneo femenino
| Núm.   | Año  | Sede                                                    | Oro                                                    | Plata                                                   | Bronce                                                 |
| ------ | ---- | ------------------------------------------------------- | ------------------------------------------------------ | ------------------------------------------------------- | ------------------------------------------------------ |
| I      | 1993 | Almería · España                                        | Torneo femenino no celebrado                           | Torneo femenino no celebrado                            | Torneo femenino no celebrado                           |
| II     | 1994 | Espinho Portugal                                        | Beate Bühler · Danja Müsch · Alemania                  | Martina Hudcová · Dolores Štorková · República Checa    | Lucilla Perrotta · Cristiana Parenzan · Italia         |
| III    | 1995 | Saint-Quay-Portrieux Francia                            | Beate Paetow · Cordula Borger · Alemania               | Merita Berntsen · Ragni Hestad · Noruega                | Lucilla Perrotta · Cristiana Parenzan · Italia         |
| IV     | 1996 | Pescara · Italia                                        | Eva Celbová · Soňa Dosoudilová · República Checa       | Beate Bühler · Danja Müsch · Alemania                   | Laura Bruschini · Annamaria Solazzi · Italia           |
| V      | 1997 | Roma · Italia                                           | Laura Bruschini · Annamaria Solazzi · Italia           | Daniela Gattelli · Lucilla Perrotta · Italia            | Eva Celbová · Soňa Dosoudilová · República Checa       |
| VI     | 1998 | Rodas · Grecia                                          | Eva Celbová · Soňa Dosoudilová · República Checa       | Debora Schoon-Kadijk · Rebekka Kadijk · Países Bajos    | Laura Bruschini · Annamaria Solazzi · Italia           |
| VII    | 1999 | Palma de Mallorca · España                              | Laura Bruschini · Annamaria Solazzi · Italia           | Anabelle Prawerman Cécile Rigaux Francia                | Eva Celbová · Soňa Dosoudilová · República Checa       |
| VIII   | 2000 | Bilbao · España                                         | Laura Bruschini · Annamaria Solazzi · Italia           | Jana Vollmer · Danja Müsch · Alemania                   | Debora Schoon-Kadijk · Rebekka Kadijk · Países Bajos   |
| IX     | 2001 | Jesolo · Italia                                         | Vasilikí Karantasiu · Efrosyni Sfyrí · Grecia          | Nicole Schnyder-Benoît · Simone Kuhn · Suiza            | Andrea Ahmann · Ulrike Schmidt · Alemania              |
| X      | 2002 | Basilea · Suiza                                         | Daniela Gattelli · Lucilla Perrotta · Italia           | Rebekka Kadijk · Marrit Leenstra · Países Bajos         | Eva Celbová · Soňa Nováková · República Checa          |
| XI     | 2003 | Alanya Turquía                                          | Stephanie Pohl · Okka Rau · Alemania                   | Andrea Ahmann · Jana Vollmer · Alemania                 | Daniela Gattelli · Lucilla Perrotta · Italia           |
| XII    | 2004 | Timmendorfer Strand · Alemania                          | Simone Kuhn · Nicole Schnyder-Benoît · Suiza           | Susanne Glesnes · Kathrine Maaseide · Noruega           | Daniela Gattelli · Lucilla Perrotta · Italia           |
| XIII   | 2005 | Moscú · Rusia                                           | Vasilikí Arvaniti · Vasilikí Karantasiu · Grecia       | Rebekka Kadijk · Merel Mooren · Países Bajos            | Stephanie Pohl · Okka Rau · Alemania                   |
| XIV    | 2006 | La Haya · Países Bajos                                  | Alexandra Shiriayeva · Natalia Uriadova · Rusia        | Rebekka Kadijk · Merel Mooren · Países Bajos            | Nila Håkedal · Ingrid Tørlen · Noruega                 |
| XV     | 2007 | Valencia · España                                       | Vasilikí Arvaniti · Vasilikí Karantasiu · Grecia       | Sara Goller · Laura Ludwig · Alemania                   | Nila Håkedal · Ingrid Tørlen · Noruega                 |
| XVI    | 2008 | Hamburgo · Alemania                                     | Sara Goller · Laura Ludwig · Alemania                  | Nila Håkedal · Ingrid Tørlen · Noruega                  | Susanne Glesnes · Kathrine Maaseide · Noruega          |
| XVII   | 2009 | Sochi · Rusia                                           | Inguna Minusa Inese Jursone Letonia                    | Sara Goller · Laura Ludwig · Alemania                   | Simone Kuhn · Nadine Zumkehr · Suiza                   |
| XVIII  | 2010 | Berlín · Alemania                                       | Sara Goller · Laura Ludwig · Alemania                  | Katrin Holtwick · Ilka Semmler · Alemania               | Emilia Nyström · Erika Nyström · Finlandia             |
| XIX    | 2011 | Kristiansand · Noruega                                  | Greta Cicolari · Marta Menegatti · Italia              | Barbara Hansel · Sara Montagnolli · Austria             | Sara Goller · Laura Ludwig · Alemania                  |
| XX     | 2012 | La Haya · Países Bajos                                  | Sanne Keizer · Marleen van Iersel · Países Bajos       | María Tsiartsiani · Vasilikí Arvaniti · Grecia          | Liliana Fernández · Elsa Baquerizo · España            |
| XXI    | 2013 | Klagenfurt · Austria                                    | Doris Schwaiger · Stefanie Schwaiger · Austria         | Liliana Fernández · Elsa Baquerizo · España             | Laura Ludwig · Kira Walkenhorst · Alemania             |
| XXII   | 2014 | Quartu Sant'Elena · Italia                              | Madelein Meppelink · Marleen van Iersel · Países Bajos | Tanja Goricanec · Tanja Hüberli · Suiza                 | Laura Ludwig · Kira Walkenhorst · Alemania             |
| XXIII  | 2015 | Klagenfurt · Austria                                    | Laura Ludwig · Kira Walkenhorst · Alemania             | Yevgueniya Ukolova · Yekaterina Birlova · Rusia         | Kinga Kołosińska · Monika Brzostek · Polonia           |
| XXIV   | 2016 | Biel/Bienne · Suiza                                     | Laura Ludwig · Kira Walkenhorst · Alemania             | Barbora Hermannová · Markéta Sluková · República Checa  | Karla Borger · Britta Büthe · Alemania                 |
| XXV    | 2017 | Jūrmala Letonia                                         | Nadja Glenzke · Julia Großner · Alemania               | Kristýna Kolocová · Michala Kvapilová · República Checa | Chantal Laboureur · Julia Sude · Alemania              |
| XXVI   | 2018 | La Haya, Róterdam, · Apeldoorn y Utrecht · Países Bajos | Sanne Keizer · Madelein Meppelink · Países Bajos       | Nina Betschart · Tanja Hüberli · Suiza                  | Barbora Hermannová · Markéta Sluková · República Checa |
| XXVII  | 2019 | Moscú · Rusia                                           | Tīna Graudiņa Anastasija Kravčenoka Letonia            | Kinga Wojtasik · Katarzyna Kociołek · Polonia           | Liliana Fernández · Elsa Baquerizo · España            |
| XXVIII | 2020 | Jūrmala Letonia                                         | Joana Heidrich · Anouk Vergé-Dépré · Suiza             | Kim Behrens · Cinja Tillmann · Alemania                 | Nadezhda Makroguzova · Svetlana Jolomina · Rusia       |
| XXIX   | 2021 | Viena · Austria                                         | Nina Betschart · Tanja Hüberli · Suiza                 | Katja Stam · Raïsa Schoon · Países Bajos                | Karla Borger · Julia Sude · Alemania                   |
| XXX    | 2022 | Múnich · Alemania                                       | Tīna Graudiņa Anastasija Kravčenoka Letonia            | Nina Brunner · Tanja Hüberli · Suiza                    | Katja Stam · Raïsa Schoon · Países Bajos               |
| XXXI   | 2023 | Viena · Austria                                         | Tanja Hüberli · Nina Brunner · Suiza                   | Daniela Álvarez · Tania Moreno · España                 | Laura Ludwig · Louisa Lippmann · Alemania              |
| XXXII  | 2024 | La Haya, Arnhem · y Apeldoorn · Países Bajos            | Svenja Müller · Cinja Tillmann · Alemania              | Valentina Gottardi · Marta Menegatti · Italia           | Esmée Böbner · Zoé Vergé-Dépré · Suiza                 |
| XXXIII | 2025 | Düsseldorf · Alemania                                   | Tetiana Lazarenko · Maryna Hladun · Ucrania            | Clémence Vieira Aline Chamereau Francia                 | Svenja Müller · Cinja Tillmann · Alemania              |

## Medallero total
- Actualizado a Düsseldorf 2025.

| Núm. | País            | Oro | Plata | Bronce | Total |
| ---- | --------------- | --- | ----- | ------ | ----- |
| 1    | Alemania        | 14  | 12    | 13     | 39    |
| 2    | Suiza           | 8   | 9     | 6      | 23    |
| 3    | Italia          | 8   | 3     | 10     | 21    |
| 4    | Países Bajos    | 7   | 10    | 7      | 24    |
| 5    | Noruega         | 7   | 6     | 10     | 23    |
| 6    | Letonia         | 5   | 4     | 1      | 10    |
| 7    | República Checa | 3   | 5     | 4      | 12    |
| 8    | Austria         | 3   | 3     | 2      | 8     |
| 9    | Grecia          | 3   | 1     | 0      | 4     |
| 10   | España          | 2   | 4     | 4      | 10    |
| 11   | Suecia          | 2   | 1     | 0      | 3     |
| 12   | Rusia           | 1   | 4     | 2      | 7     |
| 13   | Francia         | 1   | 2     | 0      | 3     |
| 14   | Ucrania         | 1   | 0     | 1      | 2     |
| 15   | Polonia         | 0   | 1     | 4      | 5     |
| 16   | Finlandia       | 0   | 0     | 1      | 1     |
|      | TOTAL           | 65  | 65    | 65     | 195   |